# Ole Løvig Simonsen
Ole Løvig Simonsen (født 31. januar 1935 i Aalborg) er en dansk tidligere socialdemokratisk politiker og minister.
Han blev født i Aalborg, søn af urmager Johannes Simonsen og husmoder Herdis Elvira Simonsen.
Folketingsmedlem for Storstrøms Amtskreds 8. december 1981 -7. september 1987. Midlertidigt medlem 1. november – 5. december 1988. Folketingsmedlem fra 25. marts 1990 – 20. november 2001.
- Boligminister i Regeringen Poul Nyrup Rasmussen II fra 27. september 1994 til 30. december 1996
- Boligminister i Regeringen Poul Nyrup Rasmussen III fra 30. december 1996 til 23. marts 1998